# Coupe du monde de snowboard 2018-2019
Navigation
Édition précédente Édition suivante
La Coupe du monde de snowboard 2018-2019 est la 25e saison de la Coupe du monde de snowboard organisé par la Fédération internationale de ski. Elle débute le 6 septembre 2018 à Cardrona en Nouvelle-Zélande et se termine le 24 mars 2019 à Winterberg en Allemagne.

## Programme
33 épreuves individuelles sont prévues à la fois chez les hommes et chez les dames et sont composées de :
- 11 épreuves de slalom + 3 par équipe mixte
  - 5 épreuves de slalom parallèle
  - 6 épreuves de slalom géant parallèle

| \| Moscou Winterberg \| Sites des compétitions en Europe (hors Alpes) |
| Moscou Winterberg                                                     |

| Moscou Winterberg |

| \| Carrezza Cortina Bad Gastein Rogla Scuol \| Sites des compétitions dans les Alpes |
| Carrezza Cortina Bad Gastein Rogla Scuol                                             |

| Carrezza Cortina Bad Gastein Rogla Scuol |

| \| Pyeongchang Secret Garden \| Sites des compétitions en Asie |
| Pyeongchang Secret Garden                                      |

| Pyeongchang Secret Garden |

- 16 épreuves de freestyle
  - 5 épreuves de half-pipe
  - 6 épreuves de slopestyle
  - 5 épreuves de big air

| \| Québec Mammoth Lakes Copper · Mountain Calgary Cardrona Secret Garden Pékin \| Sites des compétitions (hors Europe) |
| Québec Mammoth Lakes Copper · Mountain Calgary Cardrona Secret Garden Pékin                                            |

| Québec Mammoth Lakes Copper · Mountain Calgary Cardrona Secret Garden Pékin |

| \| Laax Modène Oslo Kreischberg Seiseralm \| Sites des compétitions en Europe |
| Laax Modène Oslo Kreischberg Seiseralm                                        |

| Laax Modène Oslo Kreischberg Seiseralm |

- 6 épreuves de snowboard cross + 1 par équipe

| \| Montafon Cervinia Feldberg Baqueira-Beret Veysonnaz \| Sites des compétitions |
| Montafon Cervinia Feldberg Baqueira-Beret Veysonnaz                              |

| Montafon Cervinia Feldberg Baqueira-Beret Veysonnaz |

## Classements

### Slalom

#### Général
| Rang | Nom                | Points |
| ---- | ------------------ | ------ |
| 1    | Andrey Sobolev     | 4625   |
| 2    | Tim Mastnak        | 4116   |
| 3    | Roland Fischnaller | 3989,4 |
| 4    | Dmitry Loginov     | 3812,2 |
| 5    | Lukas Mathies      | 3600   |

| Rang | Nom               | Points |
| ---- | ----------------- | ------ |
| 1    | Ester Ledecká     | 5900   |
| 2    | Selina Jörg       | 5619,7 |
| 3    | Sabine Schöffmann | 5250   |
| 4    | Julie Zogg        | 4770   |
| 5    | Nadya Ochner      | 4080   |

#### Slalom parallèle
| Rang | Nom               | Score |
| ---- | ----------------- | ----- |
| 1    | Stefan Baumeister | 2020  |
| 2    | Andrey Sobolev    | 1990  |
| 3    | Dario Caviezel    | 1870  |

| Rang | Nom             | Score |
| ---- | --------------- | ----- |
| 1    | Julie Zogg      | 2200  |
| 2    | Selina Jörg     | 2200  |
| 3    | Patrizia Kummer | 2180  |

#### Slalom géant parallèle
| Rang | Nom                | Score  |
| ---- | ------------------ | ------ |
| 1    | Tim Mastnak        | 3336   |
| 2    | Andreas Prommegger | 3070   |
| 3    | Roland Fischnaller | 2709,4 |

| Rang | Nom                        | Score  |
| ---- | -------------------------- | ------ |
| 1    | Ester Ledecká              | 5000   |
| 2    | Nadya Ochner               | 3419,7 |
| 3    | Ramona Theresia Hofmeister | 3258,2 |

### Freestyle

#### Général
| Rang | Nom           | Points |
| ---- | ------------- | ------ |
| 1    | Chris Corning | 4340   |
| 2    | Takeru Otsuka | 4100   |
| 3    | Yuto Totsuka  | 3760   |
| 4    | Ruka Hirano   | 2410   |
| 5    | Ruki Tobita   | 2330   |

| Rang | Nom               | Points |
| ---- | ----------------- | ------ |
| 1    | Miyabi Onitsuka   | 4400   |
| 2    | Reira Iwabuchi    | 4100   |
| 3    | Cai Xuetong       | 3900   |
| 4    | Anna Gasser       | 2640   |
| 5    | Queralt Castellet | 2520   |

#### Big Air
| Rang | Nom              | Score |
| ---- | ---------------- | ----- |
| 1    | Takeru Otsuka    | 2600  |
| 2    | Chris Corning    | 2090  |
| 3    | Kalle Jarvilehto | 1400  |

| Rang | Nom             | Score |
| ---- | --------------- | ----- |
| 1    | Reira Iwabuchi  | 2400  |
| 2    | Miyabi Onitsuka | 2400  |
| 3    | Klaudia Medlová | 1800  |

#### Half-pipe
| Rang | Nom          | Score |
| ---- | ------------ | ----- |
| 1    | Yuto Totsuka | 3760  |
| 2    | Ruka Hirano  | 2410  |
| 3    | Jan Scherrer | 2240  |

| Rang | Nom               | Score |
| ---- | ----------------- | ----- |
| 1    | Cai Xuetong       | 3900  |
| 2    | Queralt Castellet | 2520  |
| 3    | Verena Rohrer     | 2410  |

#### Slopestyle
| Rang | Nom           | Score  |
| ---- | ------------- | ------ |
| 1    | Chris Corning | 2250   |
| 2    | Judd Henkes   | 1700   |
| 3    | Lyon Farrell  | 1627,9 |

| Rang | Nom             | Score |
| ---- | --------------- | ----- |
| 1    | Miyabi Onitsuka | 2000  |
| 2    | Reira Iwabuchi  | 1700  |
| 3    | Isabel Derungs  | 1680  |

### Cross
| Rang | Nom                 | Points |
| ---- | ------------------- | ------ |
| 1    | Alessandro Hämmerle | 2440   |
| 2    | Omar Visintin       | 2035   |
| 3    | Martin Nörl         | 1970   |
| 4    | Lucas Eguibar       | 1840   |
| 5    | Cameron Bolton      | 1822   |

| Rang | Nom                 | Points |
| ---- | ------------------- | ------ |
| 1    | Eva Samková         | 4400   |
| 2    | Lindsey Jacobellis  | 3850   |
| 3    | Michela Moioli      | 2650   |
| 4    | Charlotte Bankes    | 2350   |
| 5    | Nelly Moenne-Loccoz | 2100   |

## Calendrier et podiums

### Hommes
| Date                                                                  | Lieu              | Épreuve                | Vainqueur                                                                              | Second                                                                                 | Troisième                                                                              |
| --------------------------------------------------------------------- | ----------------- | ---------------------- | -------------------------------------------------------------------------------------- | -------------------------------------------------------------------------------------- | -------------------------------------------------------------------------------------- |
| 8 septembre 2018                                                      | Cardrona          | Big air                | Chris Corning                                                                          | Takeru Otsuka                                                                          | Mons Røisland                                                                          |
| 3 novembre 2018                                                       | Modena            | Big air                | Takeru Otsuka                                                                          | Chris Corning                                                                          | Kalle Järvilehto (en)                                                                  |
| 24 novembre 2018                                                      | Pékin             | Big air                | Sven Thorgren                                                                          | Takeru Otsuka                                                                          | Clemens Millauer (en)                                                                  |
| 8 décembre 2018                                                       | Copper Mountain   | Half-pipe              | Scotty James                                                                           | Toby Miller                                                                            | Chase Josey (en)                                                                       |
| 13 décembre 2018                                                      | Carezza           | Slalom géant parallèle | Tim Mastnak                                                                            | Benjamin Karl                                                                          | Sebastian Kislinger (en)                                                               |
| 15 décembre 2018                                                      | Cortina d’Ampezzo | Slalom géant parallèle | Roland Fischnaller                                                                     | Nevin Galmarini                                                                        | Benjamin Karl                                                                          |
| 15 décembre 2018                                                      | Montafon          | Cross                  | Épreuves annulées en raison du manque de neige Épreuve individuelle reprise à Cervinia | Épreuves annulées en raison du manque de neige Épreuve individuelle reprise à Cervinia | Épreuves annulées en raison du manque de neige Épreuve individuelle reprise à Cervinia |
| 16 décembre 2018                                                      | Montafon          | Cross par équipe       | Épreuves annulées en raison du manque de neige Épreuve individuelle reprise à Cervinia | Épreuves annulées en raison du manque de neige Épreuve individuelle reprise à Cervinia | Épreuves annulées en raison du manque de neige Épreuve individuelle reprise à Cervinia |
| 21 décembre 2018                                                      | Secret Garden     | Half-pipe              | Jan Scherrer                                                                           | Ruka Hirano                                                                            | Yūto Totsuka                                                                           |
| 21 décembre 2018                                                      | Secret Garden     | Slopestyle             | Takeru Otsuka                                                                          | Niklas Mattsson                                                                        | Vlad Khadarin (en)                                                                     |
| 21 décembre 2018                                                      | Cervinia          | Cross                  | Martin Nörl                                                                            | Omar Visintin                                                                          | Hanno Douschan (en)                                                                    |
| 22 décembre 2018                                                      | Cervinia          | Cross                  | Emanuel Perathoner                                                                     | Jake Vedder                                                                            | Martin Nörl                                                                            |
| 8 janvier 2019                                                        | Bad Gastein       | Slalom parallèle       | Stefan Baumeister                                                                      | Dario Caviezel                                                                         | Benjamin Karl                                                                          |
| 12 janvier 2019                                                       | Kreischberg       | Slopestyle             | Mons Røisland                                                                          | Chris Corning                                                                          | Hiroaki Kunitake (en)                                                                  |
| 18 janvier 2019                                                       | Laax              | Slopestyle             | Chris Corning                                                                          | Ståle Sandbech                                                                         | Moritz Thönen (en)                                                                     |
| 19 janvier 2019                                                       | Laax              | Half-pipe              | Scotty James                                                                           | Yūto Totsuka                                                                           | Jake Pates (en)                                                                        |
| 19 janvier 2019                                                       | Rogla             | Slalom géant parallèle | Edwin Coratti (en)                                                                     | Daniele Bagozza                                                                        | Rok Marguč                                                                             |
| 26 janvier 2019                                                       | Seiser Alm        | Slopestyle             | Markus Olimstad                                                                        | Lyon Farrell (de)                                                                      | Stian Kleivdal                                                                         |
| 26 janvier 2019                                                       | Moscou            | Slalom parallèle       | Andrey Sobolev                                                                         | Dario Caviezel                                                                         | Maksim Rogozin                                                                         |
| Park City Championnats du monde de snowboard (1er au 10 février 2019) |                   |                        |                                                                                        |                                                                                        |                                                                                        |
| 9 février 2019                                                        | Feldberg          | Cross                  | Cameron Bolton (en)                                                                    | Paul Berg                                                                              | Konstantin Schad                                                                       |
| 15 février 2019                                                       | Calgary           | Half-pipe              | Yūto Totsuka                                                                           | Ruka Hirano                                                                            | Derek Livingston (en)                                                                  |
| 16 février 2019                                                       | Pyeongchang       | Slalom géant parallèle | Žan Košir                                                                              | Lukas Mathies                                                                          | Andreas Prommegger                                                                     |
| 17 février 2019                                                       | Pyeongchang       | Slalom parallèle       | Andreas Prommegger                                                                     | Sylvain Dufour                                                                         | Lee Sang-ho                                                                            |
| 23 février 2019                                                       | Secret Garden     | Slalom parallèle       | Tim Mastnak                                                                            | Andrey Sobolev                                                                         | Stefan Baumeister                                                                      |
| 24 février 2019                                                       | Secret Garden     | Slalom géant parallèle | Daniele Bagozza                                                                        | Dmitry Loginov                                                                         | Roland Fischnaller                                                                     |
| 2 mars 2019                                                           | Baqueira-Beret    | Cross                  | Alessandro Hämmerle                                                                    | Adam Lambert (en)                                                                      | Kevin Hill                                                                             |
| 8 mars 2019                                                           | Mammoth Lakes     | Slopestyle             | Redmond Gerard                                                                         | Judd Henkes (en)                                                                       | Ruki Tobita                                                                            |
| 9 mars 2019                                                           | Mammoth Lakes     | Half-pipe              | Yūto Totsuka                                                                           | Patrick Burgener                                                                       | Derek Livingston (en)                                                                  |
| 9 mars 2019                                                           | Scuol             | Slalom géant parallèle | Andrey Sobolev                                                                         | Dmitry Loginov                                                                         | Dario Caviezel                                                                         |
| 16 mars 2019                                                          | Veysonnaz         | Cross                  | Lucas Eguibar                                                                          | Alessandro Hämmerle                                                                    | Cameron Bolton (en)                                                                    |
| 16 mars 2019                                                          | Québec            | Big air                | Seppe Smits                                                                            | Kalle Järvilehto (en)                                                                  | Jonas Bösiger (en)                                                                     |
| 17 mars 2019                                                          | Québec            | Slopestyle             | Épreuve annulée.                                                                       | Épreuve annulée.                                                                       | Épreuve annulée.                                                                       |
| 22 mars 2019                                                          | Oslo              | Big air                | Épreuve annulée en raison de problèmes financiers                                      | Épreuve annulée en raison de problèmes financiers                                      | Épreuve annulée en raison de problèmes financiers                                      |
| 23 mars 2019                                                          | Winterberg        | Slalom parallèle       | Lukas Mathies                                                                          | Stefan Baumeister                                                                      | Žan Košir                                                                              |

### Femmes
| Date                                                                  | Lieu              | Épreuve                | Vainqueur                                                                              | Second                                                                                 | Troisième                                                                              |
| --------------------------------------------------------------------- | ----------------- | ---------------------- | -------------------------------------------------------------------------------------- | -------------------------------------------------------------------------------------- | -------------------------------------------------------------------------------------- |
| 8 septembre 2018                                                      | Cardrona          | Big air                | Reira Iwabuchi                                                                         | Miyabi Onitsuka                                                                        | Klaudia Medlová                                                                        |
| 3 novembre 2018                                                       | Modena            | Big air                | Reira Iwabuchi                                                                         | Miyabi Onitsuka                                                                        | Anna Gasser                                                                            |
| 24 novembre 2018                                                      | Pékin             | Big air                | Anna Gasser                                                                            | Miyabi Onitsuka                                                                        | Laurie Blouin                                                                          |
| 8 décembre 2018                                                       | Copper Mountain   | Half-pipe              | Chloe Kim                                                                              | Maddie Mastro                                                                          | Cai Xuetong                                                                            |
| 13 décembre 2018                                                      | Carezza           | Slalom géant parallèle | Nadya Ochner                                                                           | Ester Ledecká                                                                          | Ramona Theresia Hofmeister                                                             |
| 15 décembre 2018                                                      | Cortina d’Ampezzo | Slalom géant parallèle | Ester Ledecká                                                                          | Julie Zogg                                                                             | Sabine Schöffmann                                                                      |
| 15 décembre 2018                                                      | Montafon          | Cross                  | Épreuves annulées en raison du manque de neige Épreuve individuelle reprise à Cervinia | Épreuves annulées en raison du manque de neige Épreuve individuelle reprise à Cervinia | Épreuves annulées en raison du manque de neige Épreuve individuelle reprise à Cervinia |
| 16 décembre 2018                                                      | Montafon          | Cross par équipe       | Épreuves annulées en raison du manque de neige Épreuve individuelle reprise à Cervinia | Épreuves annulées en raison du manque de neige Épreuve individuelle reprise à Cervinia | Épreuves annulées en raison du manque de neige Épreuve individuelle reprise à Cervinia |
| 21 décembre 2018                                                      | Secret Garden     | Half-pipe              | Cai Xuetong                                                                            | Verena Rohrer                                                                          | Kurumi Imai (en)                                                                       |
| 21 décembre 2018                                                      | Secret Garden     | Slopestyle             | Miyabi Onitsuka                                                                        | Reira Iwabuchi                                                                         | Lucile Lefevre                                                                         |
| 21 décembre 2018                                                      | Cervinia          | Cross                  | Lindsey Jacobellis                                                                     | Eva Samkova                                                                            | Charlotte Bankes                                                                       |
| 22 décembre 2018                                                      | Cervinia          | Cross                  | Eva Samkova                                                                            | Lindsey Jacobellis                                                                     | Michela Moioli                                                                         |
| 8 janvier 2019                                                        | Bad Gastein       | Slalom parallèle       | Claudia Riegler                                                                        | Aleksandra Król                                                                        | Sabine Schöffmann                                                                      |
| 12 janvier 2019                                                       | Kreischberg       | Slopestyle             | Miyabi Onitsuka                                                                        | Anna Gasser                                                                            | Silje Norendal                                                                         |
| 18 janvier 2019                                                       | Laax              | Slopestyle             | Silje Norendal                                                                         | Celia Petrig                                                                           | Sina Candrian                                                                          |
| 19 janvier 2019                                                       | Laax              | Half-pipe              | Chloe Kim                                                                              | Queralt Castellet                                                                      | Arielle Gold                                                                           |
| 19 janvier 2019                                                       | Rogla             | Slalom géant parallèle | Selina Jörg                                                                            | Natalia Soboleva                                                                       | Cheyenne Loch (de)                                                                     |
| 26 janvier 2019                                                       | Seiser Alm        | Slopestyle             | Isabel Derungs                                                                         | Brooke Voigt                                                                           | Jasmine Baird                                                                          |
| 26 janvier 2019                                                       | Moscou            | Slalom parallèle       | Julie Zogg                                                                             | Sabine Schöffmann                                                                      | Anastasia Kurockina                                                                    |
| Park City Championnats du monde de snowboard (1er au 10 février 2019) |                   |                        |                                                                                        |                                                                                        |                                                                                        |
| 9 février 2019                                                        | Feldberg          | Cross                  | Lindsey Jacobellis                                                                     | Michela Moioli                                                                         | Eva Samková                                                                            |
| 15 février 2019                                                       | Calgary           | Half-pipe              | Queralt Castellet                                                                      | Cai Xuetong                                                                            | Sena Tomita                                                                            |
| 16 février 2019                                                       | Pyeongchang       | Slalom géant parallèle | Ester Ledecká                                                                          | Selina Jörg                                                                            | Sabine Schöffmann                                                                      |
| 17 février 2019                                                       | Pyeongchang       | Slalom parallèle       | Ramona Theresia Hofmeister                                                             | Sabine Schöffmann                                                                      | Ester Ledecká                                                                          |
| 23 février 2019                                                       | Secret Garden     | Slalom parallèle       | Ramona Theresia Hofmeister                                                             | Ester Ledecká                                                                          | Selina Jörg                                                                            |
| 24 février 2019                                                       | Secret Garden     | Slalom géant parallèle | Gong Naiying (en)                                                                      | Julie Zogg                                                                             | Selina Jörg                                                                            |
| 2 mars 2019                                                           | Baqueira-Beret    | Cross                  | Eva Samková                                                                            | Chloé Trespeuch                                                                        | Lindsey Jacobellis                                                                     |
| 8 mars 2019                                                           | Mammoth Lakes     | Slopestyle             | Épreuve annulée à cause des conditions météorologiques.                                | Épreuve annulée à cause des conditions météorologiques.                                | Épreuve annulée à cause des conditions météorologiques.                                |
| 9 mars 2019                                                           | Mammoth Lakes     | Half-pipe              | Cai Xuetong                                                                            | Sena Tomita                                                                            | Verena Rohrer                                                                          |
| 9 mars 2019                                                           | Scuol             | Slalom géant parallèle | Milena Bykova                                                                          | Ester Ledecká                                                                          | Cheyenne Loch (de)                                                                     |
| 16 mars 2019                                                          | Veysonnaz         | Cross                  | Eva Samková                                                                            | Chloé Trespeuch                                                                        | Michela Moioli                                                                         |
| 16 mars 2019                                                          | Québec            | Big air                | Julia Marino                                                                           | Laurie Blouin                                                                          | Klaudia Medlová                                                                        |
| 17 mars 2019                                                          | Québec            | Slopestyle             | Épreuve annulée.                                                                       | Épreuve annulée.                                                                       | Épreuve annulée.                                                                       |
| 22 mars 2019                                                          | Oslo              | Big air                | Épreuve annulée en raison de problèmes financiers                                      | Épreuve annulée en raison de problèmes financiers                                      | Épreuve annulée en raison de problèmes financiers                                      |
| 23 mars 2019                                                          | Winterberg        | Slalom parallèle       | Patrizia Kummer                                                                        | Selina Jörg                                                                            | Ladina Jenny                                                                           |

### Mixte
| Date                                                                  | Lieu        | Épreuve                     | Vainqueur                                   | Second                                      | Troisième                                      |
| --------------------------------------------------------------------- | ----------- | --------------------------- | ------------------------------------------- | ------------------------------------------- | ---------------------------------------------- |
| 8 janvier 2019                                                        | Bad Gastein | Slalom parallèle par équipe | Autriche I - Benjamin Karl - Daniela Ulbing | Italie I- Aaron March - Nadya Ochner        | Suisse I- Dario Caviezel - Patrizia Kummer     |
| 27 janvier 2019                                                       | Moscou      | Slalom parallèle par équipe | Autriche I - Benjamin Karl - Daniela Ulbing | Russie I- Andrey Sobolev - Natalia Soboleva | Suisse III- Dario Caviezel - Julie Zogg        |
| Park City Championnats du monde de snowboard (1er au 10 février 2019) |             |                             |                                             |                                             |                                                |
| 10 février 2019                                                       | Feldberg    | Cross par équipe            | Épreuve annulée en raison de vents violents | Épreuve annulée en raison de vents violents | Épreuve annulée en raison de vents violents    |
| 23 mars 2019                                                          | Winterberg  | Slalom parallèle par équipe | Autriche I - Benjamin Karl - Daniela Ulbing | Suisse I - Dario Caviezel - Patrizia Kummer | Allemagne IV - Stefan Baumeister - Selina Jörg |